# Guy Ligier
Guy Ligier,  (Vichy, 12 de julio de 1930 - Nevers, 23 de agosto de 2015) fue un piloto de automovilismo y motociclismo francés. También fue jugador internacional de rugby.
Guy Ligier también es conocido como fabricante de automóviles, fundador de la marca de su mismo nombre. Al principio, Ligier propuso algunos modelos de automóviles para el público en general y comercializó el cupé JS2 en particular antes de embarcarse en la producción de coches de competición.

## Biografía
Guy Ligier, huérfano desde los 7 años, empezó a trabajar como aprendiz de carnicero en su villa natal de Vichy. Deportivamente, se convirtió en campeón francés de remo en 1947 y fue internacional en el equipo nacional francés B de rugby antes de alistarse al ejército en la década de los 40.
Sus experiencias con el motor empezaron en el motociclismo donde se proclamó campeón de Francia de 500cc en 1959. Decidido a tener éxito en el apartado empresarial, paralelamente ahorró lo suficiente para comprar un bulldozer, y fundó con otros asociados la empresa de obras públicas "Ligier Travaux Publics" en Vichy. La compañía rápidamente ganó muchos contratos para realizar trabajos en carreteras, puentes, presas e instalaciones.

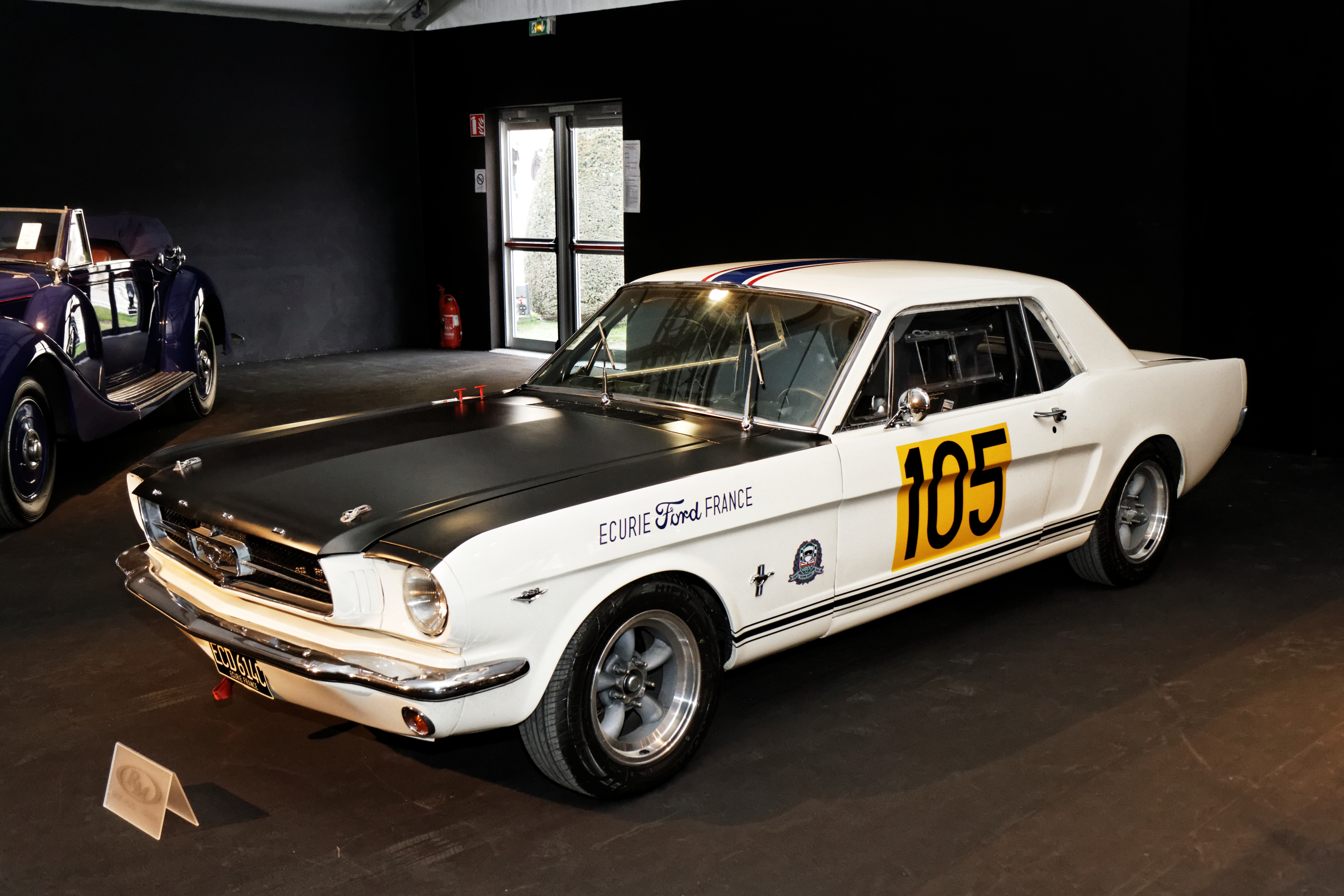
Ford Mustang V8 289 ci GT-350Racing de l'écurie Ford France en 1965.

Guy Ligier regresa a los 34 años al mundo del automovilismo, a pesar de un primer acercamiento durante las Copas de París del Salón en 1957 en Montlhéry con un Simca 1300. En 1964, debuta en Fórmula 2 y también compite en carreras de resistencia con algunos éxitos de clase internacional, principalmente en 1966 y 1967 como las 24 Horas de Gran Albi con Ford. En 1966, debutó en el Campeonato de Francia de Rally en la categoría Gran Turismo con un Ford Mustang-Shelby 5L del equipo Ford-Francia. Gracias a sus buenos resultados obtenidos en carreras que comprenden eventos en circuitos de velocidad como el Rally de l'Ouest y el Rally de Lemosín, participó en la Fórmula 1 sin resultados notables. En 1967, siguieron sus éxitos en las pruebas de resistencia con el triunfo en las 12 Horas de Reims con su amigo Jo Schlesser con un Ford Mk.IIB. Regresó a la Fórmula 2 un año después, pero la muerte de Schlesser en el Gran Premio de Francia 1968 llevó a Ligier a anunciar su retiro como piloto profesional al final de la temporada. A pesar de este anuncio, volvería a la competición en 1970 disputando las 24 Horas de Le Mans con un automóvil de su propio diseño, llamado JS1 (JS en honor de Jo Schlesser) y participó en varias carreras de resistencia con sus propios autos hasta 1974.

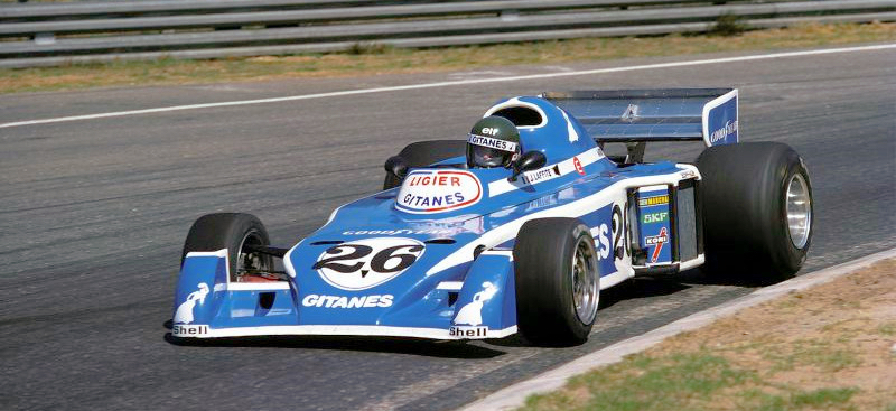
Ligier JS5, el primer monoplaza de F1 de la marca.

En 1976, el primer coche de la escudería Ligier hizo su aparición en la Fórmula 1. El equipo fue bastante eficiente hasta 1981, y luego perdió gradualmente su esplendor. En 1992, Guy Ligier decide retirarse y transferir su box a Flavio Briatore. Los Ligiers siguieron en los circuitos hasta 1996, con una única victoria de Olivier Panis en el Gran Premio de Mónaco 1996. En 1997, el piloto francés Alain Prost, cuádruple campeón del mundo, compró la marca y la renombró como Prost Grand Prix. En 2002, la escudería cerró por causas económicas.
Guy Ligier murió el 23 de agosto de 2015 a la edad de 85 años en Nevers. Sus exequias fueron enterradas en su villa natal de Vichy cinco días más tarde.

## Resultados

### Fórmula 1
(Clave) (negrita indica pole position) (cursiva indica vuelta rápida)

| 1966    | Guy Ligier | MON NC | BEL NC | FRA NC | GBR 10 | NED 9  | GER DNS | ITA   | USA | MEX     |         |        | NC   | 0 |
| 1967    | Guy Ligier | RSA    | MON    | NED    | BEL 10 | FRA NC | GBR 10  | GER 8 | CAN | ITA Ret | USA Ret | MEX 11 | 19.º | 1 |
| Fuente: |            |        |        |        |        |        |         |       |     |         |         |        |      |   |